# Opius krombeini
Opius krombeini är en stekelart som beskrevs av Fischer 1964. Opius krombeini ingår i släktet Opius och familjen bracksteklar. Inga underarter finns listade i Catalogue of Life.